# 布哈拉革命
布哈拉革命是1917年至1925年發生的一系列事件，這些事件導致1920年布哈拉酋長國的滅亡、布哈拉人民蘇維埃共和國的成立、紅軍的干涉，以及當地人民的大規模武裝抵抗（見巴斯瑪奇運動）。紅軍鎮壓了巴斯瑪奇運動，並在1924年9月19日將布哈拉人民蘇維埃共和國作為一個單獨的共和國加入蘇聯。此後，蘇聯廢除了布哈拉人民蘇維埃共和國，將其領土併入烏茲別克蘇維埃社會主義共和國、土庫曼蘇維埃社會主義共和國和塔吉克蘇維埃社會主義共和國。